# Квинт Юний Марул
Квинт Юний Марул (на латински: Quintus Iunius Marullus) е политик на Римската империя по времето на император Нерон.
През 62 г. Квинт Юний Марул е суфектконсул от септември до декември. Колегата му от септември до ноември е непознат, но през ноември и декември е Тит Клодий Еприй Марцел.